# جربیل بلوچی
جربیل بلوچی یا جربیل کوتوله (نام علمی: Gerbillus nanus) گونه‌ای جربیل است که در بخش‌هایی از شمال آفریقا از مراکش تا سومالی، و جنوب آسیا در ایران و پاکستان زندگی می‌کند.
این جربیل دارای اندازه کوچک و دم بلند است. دم پان به گونه کامل پوشیده از مو است و موها به تدریج به سوی نوک افزایش پیدا می‌کنند و بلندتر می‌شوند. دم در پشت به رنگ پشت بدن و کمی تیره‌تر است. سطح شکمی دم سفید است. رنگ پشت بدن از سر تا دم قهوه‌ای حنایی روشن همراه با سایه خاکستری است.
طول سر و تنه این پستاندار ۷۰ تا ۹۰ میلی‌متر است و اندازه دم میان ۱۰۵ تا ۱۲۵ میلی‌متر. ام آن نیز به گونه معمول میان ۱۰۵ تا ۱۲۵ میلی‌متر است.